# 西特拉斯維尤 (加利福尼亞州)
瑟塔斯維尤（英語：Citrus View）是位於美國加利福尼亞州因皮里爾縣的一個非建制地區。該地的面積和人口皆未知。

## 地理
瑟塔斯維尤的座標為32°57′53″N 115°33′57″W / 32.96472°N 115.56583°W，而該地的平均海拔高度為-47米（即-154英尺）。